# École de Bergen
Ne doit pas être confondu avec École de météorologie de Bergen.

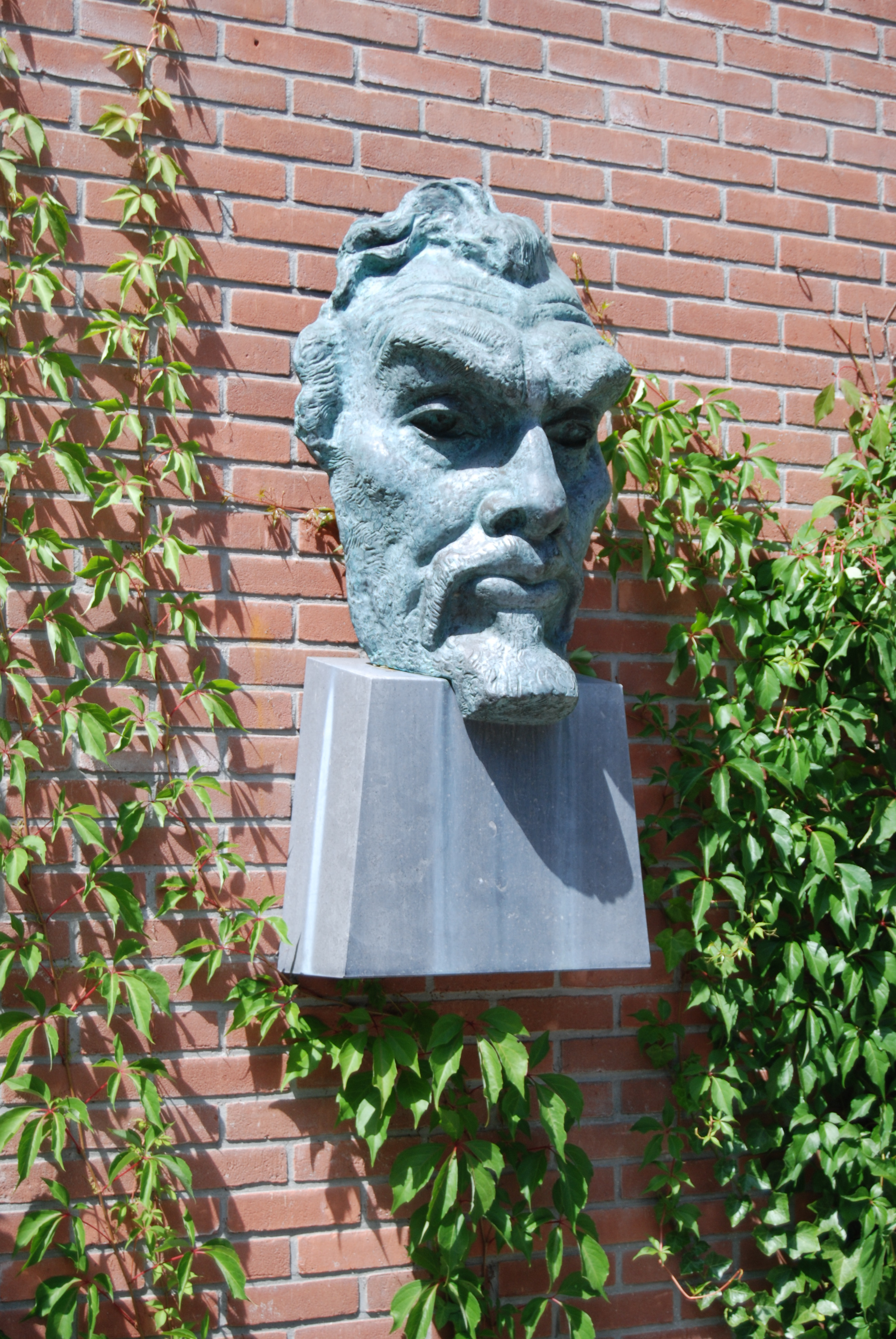
Portrait de Jan Toorop par John Rädecker, Museum Kranenburgh, Bergen (NH).

L'école de Bergen (en néerlandais : Bergense School) est un mouvement de la peinture néerlandaise qui s'est manifesté entre 1915 et 1925. Il se caractérise par un style expressionniste, influencé par le cubisme et privilégiant les couleurs plus sombres. Les artistes y attachés vivaient et travaillaient dans le village d'artistes de Bergen, dans la province de Noord-Holland, ou à proximité. 

## Représentants
Parmi les artistes les plus célèbres appartenant à cette école d'avant-garde, figurent Charley Toorop et John Rädecker. Le collectionneur d'art amstellodamois  Piet Boendermaker et Kees Baard ont notamment contribué à la renommée de l'école de Bergen. Les autres membres de l'école sont Else Berg, Gerrit van Blaaderen, Arnout Colnot, Dirk Filarski, Leo Gestel, Jaap Weijand, Frans Huysmans, Harrie Kuyten, Kees Maks, Jaap Sax, Mommie Schwarz, Jan Sluyters, Wim Schumacher, Matthieu Wiegman et Piet Wiegman. 
Les peintres dont les œuvres sont liées à l'école de Bergen sont Jelle Troelstra, Henri ten Holt, Bernard Essers, Henk Chabot et Thé Lau. 
Des peintres comme Karel Colnot, Jaap Min et Henk van den Idsert appartiennent à une génération ultérieure, mais ont commencé leur carrière sous l'influence de l'école de Bergen.